# 福島清彦
福島 清彦（ふくしま きよひこ、1944年12月6日 - ）は、日本のエコノミスト。ジョンズ・ホプキンス大学SAIS教授・野村総合研究所ヨーロッパ社長・立教大学教授などを務めた。高橋亀吉賞・大来佐武郎賞受賞。

## 人物・経歴
灘高等学校を経て、1967年一橋大学経済学部卒業、1969年一橋大学大学院経済学研究科修士課程修了。大学では日本経済史の永原慶二教授の下で、自作農創設維持政策を研究し経済学修士の学位を取得。経済ジャーナリストを志し、毎日新聞社・日本経済新聞社・東洋経済新報社を受験し合格。1969年『エコノミスト』誌を擁する毎日新聞社に入社。
毎日新聞社では地方支局勤務を経て、経済部で記者を務めた。その後フルブライト・プログラムに合格し、1976年から77年まで会社を休職してプリンストン大学国際金融学科客員研究員としてアメリカに留学した。1978年野村総合研究所に入社。1980年から主任研究員。1980年から81年までブルッキングス研究所客員研究員。1981年から野村総合研究所ニューヨーク事務所事務職員、1983年野村総合研究所ワシントン事務所長。1986年野村総合研究所経済調査部副部長、1989年政策研究部長。1994年から96年までジョンズ・ホプキンス大学高等国際問題研究大学院（Paul H. Nitze School of Advanced International Studies（SAIS））教授。1996年野村総合研究所社会・産業研究本部主席研究員、1998年国際プロジェクト研究部主席研究員。1999年渡部亮の後任として野村総合研究所ヨーロッパ社長に就任。2002年野村総合研究所経済研究部主席エコノミスト、2004年野村総合研究所定年退職。
2004年天津日中大学院客員教授、2005年立教大学経済学部教授、2010年同定年退職、立教大学経済学部兼任講師。2011年から立教大学経済学部経済政策学科特任教授。この間1978年から1980年まで日米賢人会議スタッフ・エコノミスト、2006年から2009年までハンガリー賢人会議委員。日・ハンガリー協力フォーラム委員、ハンガリー文化センター監事なども務めた。
1984年東洋経済新報社第1回高橋亀吉賞受賞、1995年総合研究開発機構第1回大来佐武郎賞受賞、2009年日経BPBizTech図書賞受賞。

## 著作

### 著書
- 『直接投資と地域主義』資本市場フォーラム、1994
- 『太平洋の時代－摩擦から協調へ』東洋経済新報社、1994
- 『直接投資でアジアは伸びる』（編著）野村総合研究所
- "The New Wave of Foreign Direct Investment"Institute of South East Asian Studies(Singapore) ,1995
- 『日米欧世界』筑摩書房、1998
- 『暴走する市場原理主義－アメリカの「タテマエ」の罪と限界－』ダイヤモンド社、2002
- 『ヨーロッパ型資本主義－アメリカ市場原理主義との決別－』講談社、2002
- 『アメリカのグローバル化戦略』講談社、2003
- 『日本経済の正しい理解と明るい展望』日本BP社、2004
- 『アメリカ型資本主義を嫌悪するヨーロッパ』亜紀書房、2006
- 『持続可能な経済発展……ヨーロッパからの発想…… 』税務経理協会刊、2007
- 『環境問題を経済から見る―なぜ日本はEUに追いつけないのか』亜紀書房、2009
- 『オバマがつくる福祉資本主義』亜紀書房、2009
- 『国富論から幸福論へ―GDP成長を超えて暮らしの質を高める時代』税務経理協会、2011
- 『ホントは世界で一番豊かな国日本 : 成長幻想を打ち壊した国連調査』金融財政事情研究会、2013
- 『日本経済の「質」はなぜ世界最高なのか』PHP新書、2016

### 訳書
- （ジョセフ・E・スティグリッツ,アマルティア・セン, ジャンポール・フィトゥシ著）『暮らしの質を測る : 経済成長率を超える幸福度指標の提案 : スティグリッツ委員会の報告書』金融財政事情研究会、2012